# 사르두리 2세

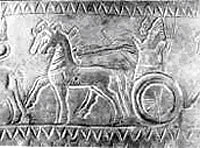
사르두리 2세

사르두리 2세(Sarduri II, 재위 764-735 BCE)는 현재 아르메니아인 우라르투의 왕이었다. 우라르투 왕국은 그의 통치 기간 동안 절정기에 이르렀다. 사르두리 2세는 그의 아버지 아르기쉬티스 1세를 계승하였다.
사르두르 2세는 그의 권력에 확신하고 투쉬파에(반)에 거대한 성벽을 세웠다. 다음의 글이 비석에 새겨졌다.
"위대한 왕, 강력한 왕, 우주의 왕, 나이리 땅의 왕, 누구도 대적할 수 없는 왕, 놀라운 목자, 전투를 두려워하지 않고 그의 권위에 복종하는 이들에게 겸손한 왕. "
루사스 1세가 그의 뒤를 계승하였다.
| 전 대 아르기쉬티스 1세 | 제7대 우라르투 국왕 기원전 764년-기원전 735년 | 후 대 루사스 1세 |